# XVe congrès du Parti communiste français
Le XVe congrès du Parti communiste français s'est tenu à Ivry-sur-Seine du 24 au 28 juin 1959.

## Résolutions
- Lutte pour l'union avec les partis socialistes.

## Membres de la direction

### Bureau politique
- Titulaires : Maurice Thorez, François Billoux, Laurent Casanova, Jacques Duclos, Étienne Fajon, Léon Feix, Benoît Frachon, Georges Frischmann, Raymond Guyot, Léon Mauvais, Waldeck Rochet, Marcel Servin, Jeannette Vermeersch

- Suppléants : Gustave Ansart, Roger Garaudy, Georges Séguy

### Secrétariat du Comité central
- Maurice Thorez (Secrétaire général du Parti), Jacques Duclos, Waldeck Rochet, Marcel Servin, Guy Ducoloné, Gaston Plissonnier, Léo Figuères